# Réflexions sur la puissance motrice du feu et sur les machines propres à développer cette puissance
Réflexions sur la puissance motrice du feu et sur les machines propres à développer cette puissance és un llibre publicat pel físic francès Nicolas Léonard Sadi Carnot l'any 1824. Compta amb 65 pàgines i és una publicació molt important en la història de la termodinàmica que tracta sobre la teoria generalitzada de les màquines tèrmiques. De fet, el llibre es considera el treball pioner de la termodinàmica. Conté les línies generals preliminars de la segona llei de la termodinàmica.
L'obra passà desapercebuda fins al 1834, quan l'enginyer de mines francès Emile Clapeyron el va citar en la seva obra Mémoire sur la puissance motrice de la chaleur. Gràcies a aquest treball de Clapeyron, el físic alemany Rudolf Clausius va sentir a parlar sobre la teoria del calor de Carnot i va poder escriure la segona llei de forma matemàtica amb la seva introducció al concepte de l'entropia.
L'any 1849 el terme termo-dinàmica ja fou usat en l'article de William Thomson An Account of Carnot's Theory of the Motive Power of Heat.
L'obra conté un nombre de principis com el cicle de Carnot, la màquina de Carnot, el teorema de Carnot o el rendiment tèrmic.